# Брустурі (комуна, Нямц)
Брустурі (рум. Brusturi) — комуна у повіті Нямц в Румунії. До складу комуни входять такі села (дані про населення за 2002 рік):
- Брустурі (1874 особи)
- Гроші (503 особи)
- Пояна (834 особи)
- Тирзія (746 осіб)

Комуна розташована на відстані 316 км на північ від Бухареста, 39 км на північ від П'ятра-Нямца, 92 км на захід від Ясс.

## Населення
У 2009 року у комуні проживали 3702 особи.

## Зовнішні посилання
- Дані про комуну Брустурі на сайті Ghidul Primăriilor [Архівовано 29 червня 2010 у Wayback Machine.]